# Prosopocera superbrunnea
Prosopocera superbrunnea là một loài bọ cánh cứng trong họ Cerambycidae.